# Schoppühl
Die Einöde Schoppühl ist ein Ortsteil des Marktes Mitterfels im niederbayerischen Landkreis Straubing-Bogen. Sie liegt nahe dem Ortskern von Mitterfels westlich der Burgstraße.

## Geschichte
Bis zur Eingemeindung der früheren Gemeinde Scheibelsgrub nach Mitterfels im Jahr 1876 war Schoppühl ein Ortsteil der Gemeinde Scheibelsgrub.

### Frühere Namenschreibweisen
Schopbiehl, Schottbühel

Die Matrikel des Bisthums Regensburg führt den Ort 1838 als Schopbiehl. In der Uraufnahme aus der Zeit 1808–1864 gibt es einen Eintrag in Rötel  mit Schottbühel. In den Ortschaften-Verzeichnissen, basierend auf den Volkszählungen, wird beginnend mit 1875 Schoppühl geschrieben.

### Einwohnerentwicklung
| Jahr        | 1838 | 1860 | 1861 | 1871 | 1885 | 1900 | 1913 | 1925 | 1950 | 1961 | 1970 | 1987 |
| ----------- | ---- | ---- | ---- | ---- | ---- | ---- | ---- | ---- | ---- | ---- | ---- | ---- |
| Einwohner   | 6    | 9    | 11   | 7    | 7    | 6    | 4    | 6    | 11   | 13   | 16   | 8    |
| Wohngebäude | 1    | 1    |      |      | 1    | 1    | 1    | 1    | 1    | 3    |      | 2    |